# Martin Valachovič
Martin Valachovič (26. září 1891 Pezinok – 7. března 1950 Bratislava) byl slovenský a československý poválečný politik Komunistické strany Slovenska a poslanec Prozatímního Národního shromáždění.

## Biografie
Profesí byl dělníkem.
V poválečném období byl členem Ústředního výboru KSS. Žilinská konference KSS v srpnu 1945 ho zvolila za člena Předsednictva ÚV KSS.
V letech 1945–1946 byl poslancem Prozatímního Národního shromáždění za KSS. Setrval zde do parlamentních voleb v roce 1946.